# سختینه (جانوران)

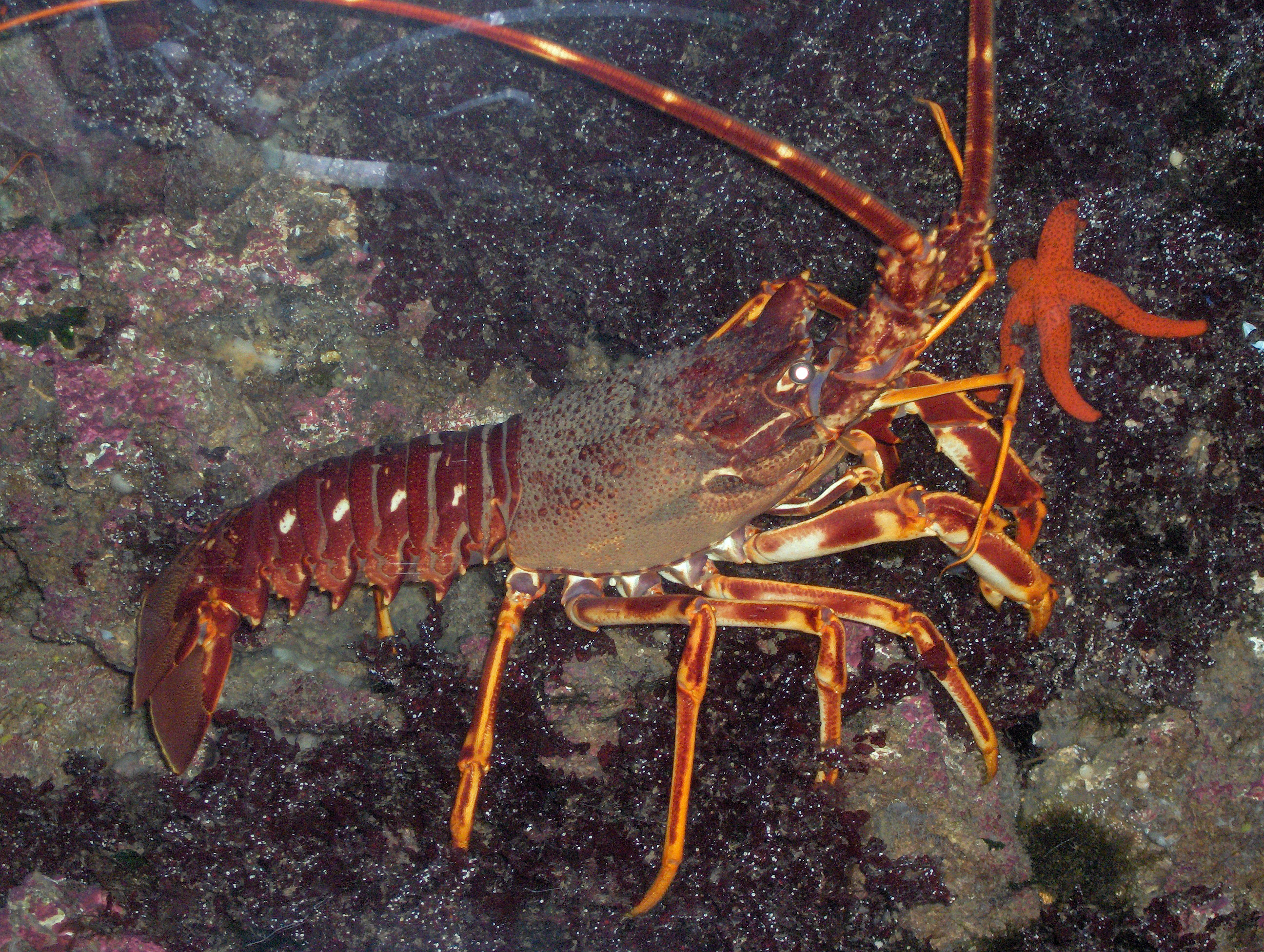
اسکلت بیرونی یک خرچنگ خاردار از یک مجموعه سختینه ساخته شده‌است که توسط مفاصل انعطاف‌پذیر به هم وصل شده‌اند.

سختینه، سخت‌پوسته یا استخوان‌پوسته یا اسکلریت (به انگلیسی: Sclerite) (به معنی «سخت») عضوی از بدن سخت‌شده‌است. در شاخه‌های مختلف زیست‌شناسی این اصطلاح به ساختارهای مختلف گفته می‌شود، اما به عنوان یک قاعده برای ویژگی‌های کالبدشناسی مهره‌داران مانند استخوان‌ها و دندان‌ها نیست. به‌جای آن، بیشتر به بخش‌های سخت‌شده اسکلت بیرونی بندپایان و اسپیکول‌های درونی بی‌مهرگان مانند اسفنج‌های خاص و مرجان‌های نرم اشاره دارد. در دیرینه‌شناسی، سختینگان یا اسکلریتوم (scleritome)، مجموعه کاملی از سختینه‌های یک جاندار زنده است، که اغلب همه آن چیزی است که از بی‌مهرگان فسیلی شناخته شده‌است.

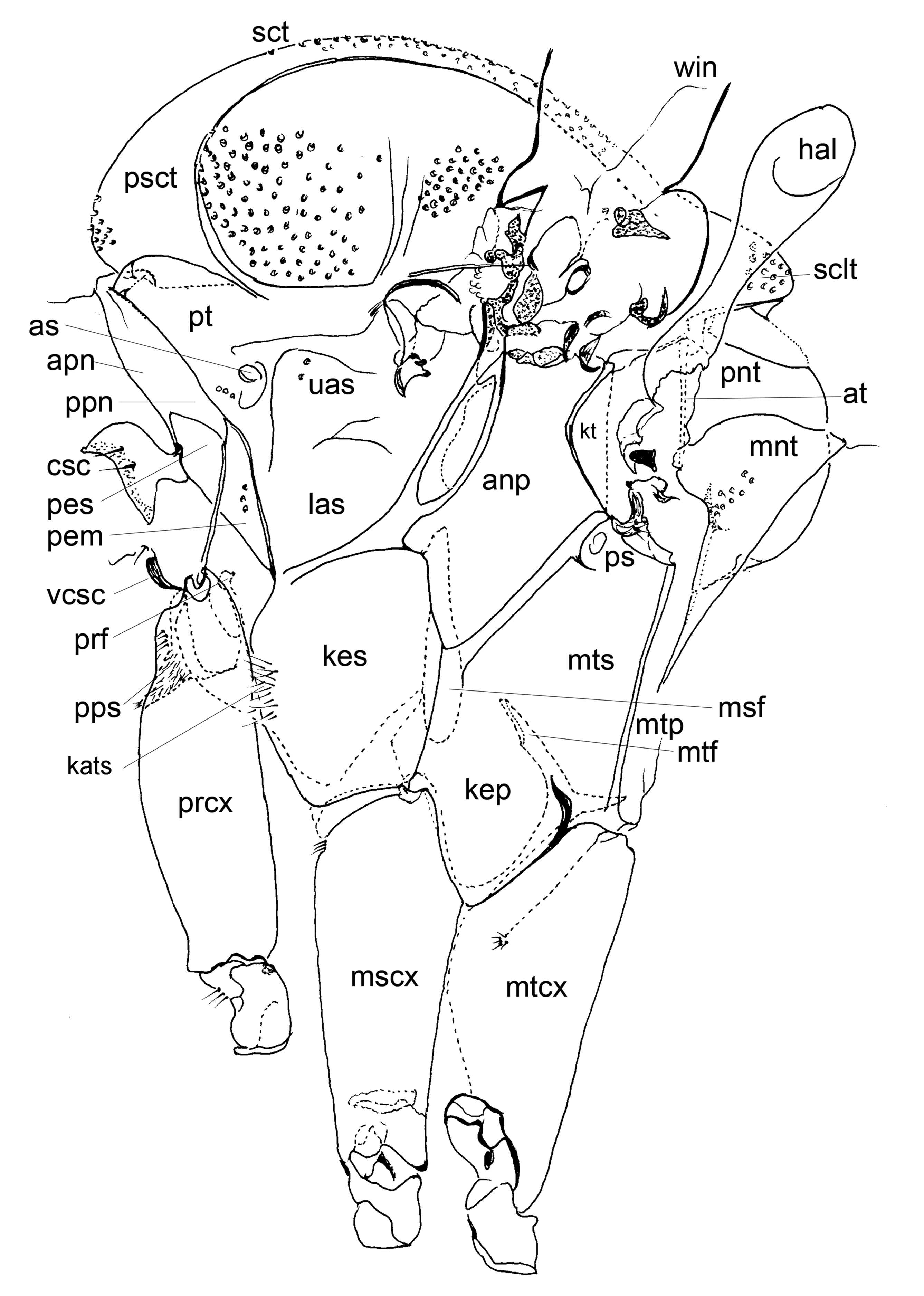
سختینه‌های گردن و قفسه سینه خاکی‌پشه‌ایان

سختینه‌ها ممکن است عملاً در یک جاندار جدا شده باشند، مانند نیش قیفک‌ها. همچنین، آنها می‌توانند کم و بیش پراکنده باشند، مانند توده‌هایی از موهای تیز دفاعی و معدنی مانند بسیاری از پرتاران دریایی یا می‌توانند به صورت آرایه‌های ساختاریافته، اما نامرتبط یا به هم متصل شوند، مانند «دندان‌های» معدنی در سوهانک بسیاری از نرم‌تنان، دریچه‌های کیتون‌ها، منقار سرپایان یا اسکلت‌های بیرونی و مفصلی بندپایان.
هنگامی که سختینه‌ها در یک ساختار غیرمفصلی سازماندهی می‌شوند، آن ساختار ممکن است به عنوان سختینگان گسسته یا اسکلریتوم نامیده شود، اصطلاحی که عمدتاً در دیرینه‌شناسی استفاده می‌شود.

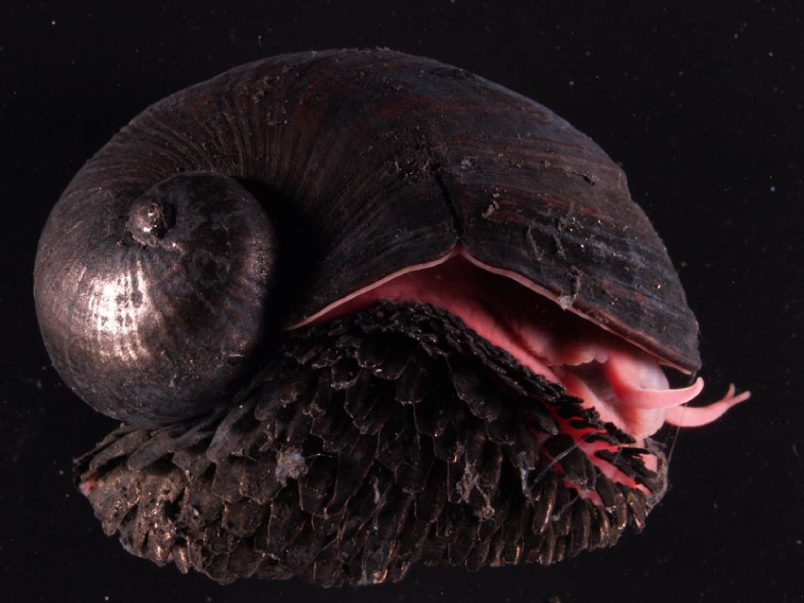
شکم‌پای پاپولکی تنها گاستروپود دارای سختینه است.

## بندپایان
در بندپایان سخت‌شدنی که سختینه‌ها را تولید می‌کند یا با اتصال عرضی زنجیره‌های پروتئینی در اگزوکوتیکول، فرآیندی به نام سختینه‌زایی، یا با ادغام مواد معدنی مانند کربنات کلسیم در مناطقی از اسکلت بیرونی یا هر دو انجام می‌شود؛ بنابراین، اسکلت بیرونی بندپایان به سختینه‌های متعددی تقسیم می‌شود که با نواحی یا بخیه‌هایی که کمتر سختینه شده‌اند، غشایی دارند.

## بی‌مهرگان غیر از بندپایان
سخیتنه گسسته یا اسکلریتوم اسکلتی است که از عناصر جداگانه ساخته شده‌است، مانند پولک‌های جاندارانی مانند هالواکسیدها، دندان‌های رادولا، سوزنه‌ها در اسکلت اسفنجی، یا عناصر موجود در دستگاه قیف‌دندانان. این اصطلاح توسط دیرینه‌شناس استفان بنگتسون ساخته شد.